# Моманд, Абдул Ахад
Абдул Ахад Моманд (род. 1 января 1959, провинция Газни) — космонавт-исследователь космического корабля «Союз ТМ-6» («Союз ТМ-5») и орбитальной станции «Мир»; первый и единственный космонавт Республики Афганистан, полковник афганских ВВС. Герой Советского Союза (1988).

## Биография
Родился в посёлке Сарда, провинции Газни в Афганистане. По национальности — пуштун.
В 1976 году окончил школу и поступил в Кабульский политехнический институт. В 1978 году был призван в армию и направлен в СССР для получения военного образования. Учился в Краснодарском и Киевском военно-авиационных училищах. По возвращении служил в ВВС Афганистана.
В 1987 году окончил Военно-воздушную академию им. Ю. А. Гагарина.
После полёта в космос окончил также Академию Генерального штаба Вооружённых Сил СССР имени К. Е. Ворошилова. Во время проведения отбора в 1988 году имел звание капитана ВВС Афганистана.
В ноябре 1987 года участвовал в отборе кандидатов для осуществления совместного советско-афганского космического полёта. 12 декабря 1987 года был назван одним из 8 кандидатов на полёт. В январе 1988 года в Москве был отобран в качестве дублёра основного кандидата. 26 февраля 1988 года приступил к подготовке в ЦПК им. Гагарина. В апреле 1988 года был переведён в основной экипаж.
С 29 августа по 7 сентября 1988 года в рамках советской космической программы «Интеркосмос» и Афганской программы «Шамшад» совершил космический полёт на корабле «Союз ТМ-6» на советскую орбитальную станцию «Мир» (посадка на корабле «Союз ТМ-5») в качестве космонавта-исследователя вместе с командиром корабля Владимиром Ляховым и врачом-космонавтом Валерием Поляковым. На борт с собой взял национальный флаг и два экземпляра Корана.
31 августа была произведена стыковка корабля «Союз ТМ-6» со станцией «Мир», где в этот момент работал экипаж ЭО-3 (Владимир Титов, Муса Манаров). Посадка корабля «Союз ТМ-5» с экипажем в составе Владимира Ляхова и Моманда была запланирована в полночь с 5 на 6 сентября. Однако из-за возникших после отделения бытового отсека проблем с датчиками ориентации и тормозным двигателем космонавтам пришлось просидеть в тесном спускаемом аппарате больше суток. Благодаря Моманду была исправлена нештатная ситуация, связанная с возможностью преждевременного отделения агрегатного отсека корабля, которое сделало бы невозможным благополучное возвращение на землю спускаемого аппарата. В итоге посадка была совершена незадолго до полуночи с 6 на 7 сентября. Продолжительность полёта составила 8 суток 20 часов 26 минут. До полета Х. Шармен был самым молодым (по дате рождения) из слетавших в космос.
Во время экспедиции в космос Моманд сделал десятки фотоснимков Афганистана, что позволило создать первый афганский картографический атлас.
После полёта Моманд получил звание Героя Советского Союза. Работал в Афганском филиале Института космических исследований РАН.
В течение шести месяцев был заместителем министра гражданской авиации Демократической Республики Афганистан.
До 1992 года был членом Народно-демократической партии Афганистана.
В 1996 году в момент захвата власти в Афганистане талибами Моманд находился в служебной командировке в Индии, расследуя жалобы относительно коррупции среди персонала афганской авиакомпании «Ariana Afghan Airlines». Опасаясь за свою жизнь, он больше не мог вернуться в Кабул. Его дублёр, этнический таджик Мухаммед Дауран, в это же время был генералом и командующим ВВС в вооружённых силах моджахедов (затем в войсках Северного альянса).
У Героя Советского Союза Моманда возникали мысли переехать жить в Россию, однако в российской визе ему было отказано. Для восстановления по архивам утерянного диплома выпускника Академии Генерального штаба Вооружённых Сил СССР имени К. Е. Ворошилова Моманд обращался в российское посольство, которое отказало ему в этом.
В итоге, был вынужден бежать в Германию, где вначале работал рабочим в типографии. Позже получил гражданство ФРГ, живёт в Штутгарте, где владеет маленькой фирмой. Впервые посетил Афганистан лишь 25 лет спустя, вместе с журналистами BBC.
Помимо родного языка пушту, Абдул Ахад Моманд свободно говорит на русском и немецком языках.

### Семья
Женат. Супруга Зульфара, две дочери, один сын.

## Награды
- Указом Президиума Верховного Совета СССР от 7 сентября 1988 года за успешное осуществление международного космического полёта и проявленные при этом мужество и героизм гражданину Республики Афганистан Моманду Абдулу Ахаду присвоено звание Героя Советского Союза с вручением ордена Ленина и медали «Золотая Звезда» (№ 11584).
- Звание «Герой Демократической Республики Афганистан» с вручением медали «Золотая звезда» и ордена «Солнце Свободы» (Афганистан, 1988).
- Медаль «За заслуги в освоении космоса» (12 апреля 2011 года, Россия) — за большой вклад в развитие международного сотрудничества в области пилотируемой космонавтики[5].